# Sonia Sotomayor
Sonia Sotomayor (ur. 25 czerwca 1954 w Nowym Jorku) − amerykańska prawniczka, od 8 sierpnia 2009 sędzia Sądu Najwyższego Stanów Zjednoczonych. Jest pierwszym w historii tego sądu sędzią o korzeniach latynoskich, a także pierwszym nominowanym przez prezydenta Baracka Obamę. Jest również trzecią w historii kobietą powołaną do amerykańskiego Sądu Najwyższego.

## Życiorys
Urodziła się w Nowym Jorku, w rodzinie pochodzenia portorykańskiego. Ukończyła studia prawnicze na Uniwersytecie Princeton oraz Uniwersytecie Yale. W czasie nauki na tej ostatniej uczelni pełniła funkcję redaktor naczelnej znanego periodyku prawniczego Yale Law Journal, który redagują w całości studenci prawa na Yale. Przez pierwsze pięć lat po studiach pracowała jako młodszy prokurator (assistant district attorney) w Biurze Prokuratora Okręgowego w Nowym Jorku. W 1984 została adwokatem z prywatną praktyką. 
W 1991 prezydent George H.W. Bush nominował ją na sędziego federalnego, orzekającego w Sądzie Okręgowym dla Południowego Okręgu Nowego Jorku; po uzyskaniu akceptacji Senatu, rozpoczęła pracę na tym stanowisku w 1992. W 1997, decyzją prezydenta Billa Clintona, została awansowana na sędziego Sądu Apelacyjnego dla Drugiego Okręgu (z siedzibą w Nowym Jorku). Równocześnie wykładała w szkołach prawa Uniwersytetu Nowojorskiego i Uniwersytetu Columbia. W maju 2009 prezydent Barack Obama ogłosił, iż Sotomayor będzie jego kandydatką na stanowisko sędziego Sądu Najwyższego Stanów Zjednoczonych, co miało związek z przejściem na emeryturę sędziego Davida Soutera. Na początku sierpnia 2009 nominację tę zatwierdził Senat, a 8 sierpnia została zaprzysiężona. Według statystyk głosowań sędziów w poszczególnych sprawach w czasie pierwszego roku swej pracy sytuuje się wśród trójki najbardziej liberalnych światopoglądowo spośród dziewięciorga sędziów, obok Ruth Bader Ginsburg i Stephena Breyera.
Mieszka w nowojorskiej dzielnicy Greenwich Village. Należy do Kościoła rzymskokatolickiego, choć nie praktykuje regularnie. Cierpi na cukrzycę i choć choroba nie przeszkadza jej w normalnej pracy, musi codziennie przyjmować insulinę. W latach 1976–83 jej mężem był Kevin Noonan, od czasu rozwodu z nim jest stanu wolnego.